# Rima Brayley
La Rima Brayley è una struttura geologica della superficie della Luna.